# Canadair CL-215
Canadair CL-215 (Scooper) je kanadski amfibijski leteči čoln za zračno gašenje požarov. Sprva ga je proizvajal Canadair, le-ta je leta 1986 postal del Bombardierja. CL-215 ima visokonameščeno krilo, ki mu omogoča odmetavanje vode pri nizkih hitrostih in vzlet s kratkih in slabo pripravljenih stez. Poganjata ga dva 18-valjna zvezdasta motorja Pratt & Whitney R-2800, vsak s 2100 konjskimi silami. Na podlagi tega letala so razvili turbopropelersko verzijo Bombardier 415.

## Specifikacije (CL-215)
Podatki iz Jane's All the World's Aircraft 1976-77, Taylor 1976, pp. 17—18
Splošne karakteristike
- Posadka: 2 pilota
- Število sedežev: 18 potnikov
- Tovor: 

  - 5346 litrov (1176 imp. galon) vode ali
  - 6123 kg kemikalij
- Dolžina: 19,82 m (65 ft 0½ in)
- Razpon kril: 28,60 m (93 ft 10 in)
- Višina: 8,98 m (29 ft 6 in (na kopnem))
- Površina kril: 100,3 m² (1080 ft²)
- Teža praznega letala: 12065 kg (26600 lb)
- Maks. vzletna teža: 

  - Na vodi: 17100 kg (37700 lb
  - Na kopnem: 19730 kg (43500 lb))
- Pogon letala: 2 ×  18-valjni zvezdasti motor Pratt & Whitney R-2800-83AM, 2100 KM (1566 kW)  vsak

 Zmogljivost 
- Potovalna hitrost: 291 km/h (157 vozlov, 181 mph)
- Hitrost porušitve vzgona: 123 km/h (66 vozlov, 76 mph)
- Doseg: 2260 km (1220 nmi, 1405 milj)
- Višina leta: 14600 ft (4450 m)
- Hitrost vzpenjanja: 5 m/s (1000 ft/min)